# Скопление Волос Вероники
Скопле́ние Воло́с Верони́ки (другие названия: Скопление Кома, Abell 1656) — крупное скопление галактик, расположенное приблизительно на расстоянии 99 мегапарсек. На наблюдаемом небе скопление имеет угловой размер около 12°, оно находится на небесной сфере вблизи северного полюса нашей Галактики. Диаметр скопления около 17 мегапарсек. Вместе со скоплением Льва и несколькими меньшими скоплениями галактик составляет сверхскопление Волос Вероники, ближайшее сверхскопление галактик к нашему сверхскоплению Девы.
Для исследования структуры скопления Фриц Цвикки произвёл в нём подсчёты чисел галактик в концентрических кольцах шириной в 5, 10, 20 и 30 минут дуги. Когда подсчёты производились на 18-дюймовом телескопе, то получались изображения галактик до 16,5 видимой звёздной величины, а на 48-дюймовом телескопе до 19m,0.
Не все галактики, наблюдаемые в области скопления, являются членами скопления. Некоторые из них находятся между нами и скоплениями, другие лежат далеко за скоплением и лишь проецируются на него. Чтобы очистить числа подсчитываемых галактик от галактик поля, не являющихся членами скопления, нужно определить при помощи тех же телескопов среднее число галактик, приходящихся на один квадратный градус неба вне пределов скопления, но недалеко от него. Это число оказывается равным 7,4 для галактик до 16,5 видимой звёздной величины и 170 для галактик до 19,0 видимой звёздной величины. Умножая его на число квадратных градусов в кольце, мы получаем число ожидаемых галактик поля в каждом кольце. Если затем вычесть числа ожидаемых галактик поля из чисел подсчитанных галактик, то в каждом кольце определится ожидаемое число галактик — членов скопления.
Для ярких галактик (m<16m,5) уже на расстоянии 160' от центра доля членов скопления среди всех подсчитываемых галактик мала. На расстоянии 18 мегапарсек видимой звёздной величине 16m,5 соответствует абсолютная величина −18m,5. Галактики ярче −18m,5 абсолютной звёздной величины — это гигантские и сверхгигантские галактики. Таким образом, для гигантских и сверхгигантских галактик граница скопления лежит практически на расстоянии 160' от центра. А видимой звёздной величине 19m,0 на том же расстоянии соответствует М=-15m,7. Ярче М=-15m,7 не только гиганты и сверхгиганты, но и галактики умеренной светимости и даже некоторые карлики. Скопление галактик в Волосах Вероники содержит около 11 тысяч галактик ярче М=-15m,7. В их числе имеется около 660 гигантских и сверхгигантских галактик. У самых ярких галактик этого скопления абсолютная звёздная величина равна −21m,5; они значительно превосходят по светимости и нашу Галактику, и туманность Андромеды.
Объём скопления галактик в Волосах Вероники составляет приблизительно 3000 кубических мегапарсек. Состав галактик обычен для плотных сферических скоплений. Здесь нет галактик с ярко выраженной спиральной структурой. Доминируют эллиптические галактики и тип S0.
В центре скопления находятся две сверхгигантские эллиптические галактики NGC 4874 и NGC 4889.